# Jazzkatten
P2 Jazzkatten var ett svenskt musikpris, som delades ut årligen av Sveriges Radios Jazzradion för musikprestationer inom livejazz under föregående år.
Sveriges Radio P2 har sedan 1993 delat ut årliga priser till jazzmusiker. Mellan 2001 och 2012 utdelades dessa vid Swedish Jazz Celebration och benämndes Jazzkatten. Från 2013 delas priset ut under Stockholm Jazz Festival. Från 2009 delades det ut i fem kategorier: Årets nykomling, Årets musiker, Årets grupp, Guldkatten och slutligen Årets kompositör. Tidigare benämndes Guldkatten "årets musiker som förtjänar större uppmärksamhet/Grand Cru". Från 2015 fick P2:s lyssnare vara med och rösta fram vinnaren av Guldkatten. Från 2016 blev Guldkatten ett bredare pris till "en jazzig svensk artist, musiker eller kompositör som under en längre tid fyllt publikens hjärtan med musikaliska upplevelser" I och med det instiftades även det sjätte priset: Juryns specialpris, som tilldelades någon "som gjort betydande insatser för svenskt jazzliv".
Pristagarna fick glasskulpturen Jazzkatten, formgiven av Halvard Börgesson Skeie och Benjamin Slotterøy.
Pristagarna röstades fram av Sveriges samlade jazzkritikerkår fram till priset för prestationer under år 2008. Från 2017 utses nomineringarna av Sveriges Radio P2:s jazzredaktion och vinnarna röstas fram av både jury och publik.
År 2020 och 2021 ställdes P2 Jazzkatten-galan – vars syfte är att hylla det senaste årets livejazz – in, då det under 2020 knappt förekommit några livespelningar på grund av den pågående Corona-pandemin. Sedan 2022 har Jazzkatten tagit paus.

## Årets musiker
- 1993 – Trumpetaren Anders Bergcrantz
- 1994 – Pianisten Jan Lundgren
- 1995 – Pianisten Esbjörn Svensson
- 1996 – Pianisten Esbjörn Svensson
- 1997 – Pianisten Bobo Stenson
- 1998 – Saxofonisten Per "Texas" Johansson
- 1999 – Saxofonisten Magnus Lindgren
- 2000 – Saxofonisten Mats Gustafsson
- 2001 – Saxofonisten Magnus Lindgren
- 2002 – Saxofonisten Jonas Kullhammar
- 2003 – Saxofonisten Jonas Kullhammar
- 2004 – Saxofonisten Fredrik Ljungkvist
- 2005 – Pianisten Bobo Stenson
- 2006 – Saxofonisten Lennart Åberg
- 2007 – Trumpetaren Anders Bergcrantz
- 2008 – Saxofonisten Mats Gustafsson
- 2010[6] – Pianisten Jacob Karlzon
- 2011 – Vokalisten Lina Nyberg
- 2012 – Kontrabasisten Nina de Heney
- 2013 – Vokalisten Mariam Wallentin
- 2014 – Cellisten, kontrabasisten och elbasisten Svante Henryson[7]
- 2015 – Sångaren Isabella Lundgren
- 2016 – Munspelaren Filip Jers
- 2017 – Trumslagaren Robert Mehmet Ikiz
- 2018 – Trumslagaren Jon Fält
- 2019 – Pianisten Joel Lyssarides

## Årets grupp
- 1994 – Jazz Furniture
- 1995 – Fredrik Norén Band
- 1996 – Bobo Stenson Trio och Esbjörn Svensson Trio
- 1997 – Bosse Brobergs Nogenja
- 1998 – Per "Texas" Johansson kvartett och Bobo Stenson Trio
- 1999 – Bernt Rosengren Oktett
- 2000 – Patrik Boman Seven Piece Machine
- 2001 – Berger-Knutsson-Spering
- 2002 – Jonas Kullhammar Quartet
- 2003 – Esbjörn Svensson Trio
- 2004 – Fredrik Ljungkvist YunKan 5
- 2005 – Bobo Stenson Trio
- 2006 – Bobo Stenson Trio
- 2007 – Paavo
- 2009 – Atomic
- 2010[6] – The Stoner
- 2011 – Elin Larsson Group
- 2012 – Seval
- 2013 – Fire! Orchestra
- 2014 – Daniel Karlsson Trio[7]
- 2015 – Jacob Karlzon 3
- 2016 – Tonbruket
- 2017 – Sisters Of Invention
- 2018 – We float
- 2019 – Johan Lindström Septett

## Årets nykomling
- 1993 – Sångerskan Rebecka Törnqvist
- 1994 – Sångerskan Viktoria Tolstoy
- 1995 – Sångerskan Jeanette Lindström
- 1996 – Saxofonisten Amanda Sedgwick
- 1997 – Pianisten Jacob Karlzon
- 1998 – Saxofonisten Karl-Martin Almqvist
- 1999 – Saxofonisten Magnus Lindgren
- 2000 – Saxofonisten Jonas Kullhammar
- 2001 – Vibrafonisten Mattias Ståhl
- 2002 – Saxofonisten Fredrik Kronkvist
- 2003 – Pianisten Ludvig Berghe
- 2004 – Trumslagaren Jon Fält
- 2005 – Saxofonisten Kristian Harborg
- 2006 – Saxofonisten Fredrik Lindborg
- 2007 – Saxofonisten Linus Lindblom
- 2009 – Saxofonisten Lisen Rylander
- 2010[6] – Saxofonisten Elin Larsson
- 2011 – Pianisten Naoko Sakata
- 2012 – Isabel Sörling Farvel
- 2013 – Saxofonisten Anna Högberg
- 2014 – Kontrabasisten Elsa Bergman[7]
- 2015 – Gitarristen Susanna Risberg
- 2016 – Trumslagaren Anna Lund
- 2017 – Ellen Andersson Quartet
- 2018 – Pianisten Povel Widestrand
- 2019 – Josefin Runsteen

## Årets Guldkatt/Guldkatten[8]
- 1993 – Saxofonisten Roland Keijser
- 1994 – Pianisten Jan Strinnholm
- 1995 – Saxofonisten Gunnar Bergsten
- 1996 – Saxofonisten Anders Lindskog
- 1997 – Pianisten Åke Johansson
- 1998 – Saxofonisten Krister Andersson
- 1999 – Trumpetaren Gustavo Bergalli
- 2000 – Basisten Kjell Jansson
- 2001 – Pianisten Arne Forsén och saxofonisten Kenneth Arnström
- 2002 – Pianisten Per Henrik Wallin
- 2003 – Saxofonisten Fredrik Ljungkvist
- 2004 – Trumpetaren Staffan Svensson
- 2005 – Pianisten Lars Jansson
- 2006 – Pianisten Maggi Olin
- 2007 – Saxofonisten Håkan Broström
- 2009 – Basisten Palle Danielsson
- 2010[6] – Kontrabasisten Anders Jormin
- 2011 – Slagverkaren Bengt Berger
- 2012 – Trumslagaren Fredrik Norén
- 2013 – Pedagogen/orkesterledaren Bertil Fält
- 2014 – Kontrabasisten Georg Riedel[7]
- 2015 – Trombonisten Nils Landgren
- 2016 –  Monica Dominique
- 2017 – Gitarristen Jojje Wadenius
- 2018 – Vokalisten Rigmor Gustafsson
- 2019 - Pianisten och kompositören Elise Einarsdotter

## Årets kompositör[9]
- 2009 – Sångerskan Sofia Jernberg
- 2010[6] – Saxofonisten Fredrik Ljungkvist
- 2011 – Trumpetaren Ann-Sofi Söderqvist
- 2012 – Pianisten Cecilia Persson
- 2013 – Anna-Lena Laurin
- 2014 – Pianisten Cecilia Persson[7]
- 2015 – Nils Berg
- 2016  – Sångerskan Josefine Lindstrand
- 2017  – Saxofonisten Malin Wättring
- 2018  – Pianisten  Lisa Ullén
- 2019 - Basisten och kompositören Georg Riedel

## Juryns specialpris
- 2016 – Lennart Strömbäck
- 2017 – Mirka Siwek
- 2018 - Bosse Stenhammar

## Fotnoter
1. ↑  Stockholm Jazz Festival
2. 1 2  ”P2 Jazzkatten är Sveriges Radios årliga hyllning till svensk jazz - P2 Jazzkatten”. sverigesradio.se. Sveriges Radio. https://sverigesradio.se/sida/artikel.aspx?programid=4848&artikel=6197646. Läst 7 september 2018.
3. ↑  ”Årets nomineringar till Jazzkatten klara”. Sveriges Radio. 10 mars 2011. https://sverigesradio.se/artikel/4394242.
4. ↑  Jakob Runevad Kjellmer (18 september 2020). ”Galan Jazzkatten ställs in – har inte spelats någon jazz”. SVT Nyheter. https://www.svt.se/kultur/galan-jazzkatten-stalls-in-har-inte-spelats-nagon-jazz. Läst 24 mars 2021.
5. ↑  ”P2 Jazzkatten”. Sveriges Radio. 24 juni 2015. https://sverigesradio.se/artikel/om-p2-jazzkatten. Läst 28 oktober 2023.
6. 1 2 3 4 5  Jazzkatten 2010 avser pris för prestationer föregående år, dvs 2009. Under årens lopp har årtalsbenämningen ändrats från angivande av prisårtal från "prestationsårtal till "utdelningsårtal"
7. 1 2 3 4 5  ”P2 Jazzkattens hederspris till Georg Riedel”. Sveriges Radio. 14 oktober 2014. http://sverigesradio.se/sida/gruppsida.aspx?programid=2938&grupp=21081&artikel=5990268. Läst 22 januari 2016.
8. ↑  Till och med priset för prestationer under 2007 benämndes denna priskategori Musiker som förtjänar större uppmärksamhet/Grand Cru
9. ↑  Ny kategori från och med Jazzkatten 2009